# Morolo
Morolo és un comune (municipi) de la província de Frosinone, a la regió italiana del Laci, situat a uns 70 km al sud-est de Roma i a uns 12 km a l'oest de Frosinone.
Morolo limita amb els municipis de Ferentino, Gorga, Sgurgola i Supino.
A 1 de gener de 2019 tenia 3.257 habitants.